# Norðurland eystra
Norðurland eystra – region Islandii, położony w północno-wschodniej części kraju. Zamieszkuje go 30,5 tys. mieszk. (2018). Ośrodkiem administracyjnym regionu jest Akureyri.

## Gminy regionu
W skład regionu wchodzi 13 gmin:
| Kod  | Gmina                    | Ludność (1 stycznia 2015) | Ludność (1 stycznia 2018) | Powierzchnia (km²) |
| ---- | ------------------------ | ------------------------- | ------------------------- | ------------------ |
| 6000 | Akureyrarkaupstaður      | 18 191                    | 18 787                    | 138                |
| 6100 | Norðurþing               | 2 806                     | 3 234                     | 3 729              |
| 6250 | Fjallabyggð              | 2 037                     | 2 015                     | 364                |
| 6400 | Dalvíkurbyggð            | 1 861                     | 1 880                     | 598                |
| 6513 | Eyjafjarðarsveit         | 1 032                     | 1 016                     | 1 775              |
| 6515 | Hörgársveit              | 567                       | 580                       | 893                |
| 6601 | Svalbarðsstrandarhreppur | 414                       | 483                       | 55                 |
| 6602 | Grýtubakkahreppur        | 364                       | 372                       | 432                |
| 6607 | Skútustaðahreppur        | 395                       | 493                       | 6 036              |
| 6611 | Tjörneshreppur           | 59                        | 58                        | 199                |
| 6612 | Þingeyjarsveit           | 920                       | 962                       | 5 988              |
| 6706 | Svalbarðshreppur         | 98                        | 92                        | 1 155              |
| 6709 | Langanesbyggð            | 513                       | 481                       | 1 332              |

## Miejscowości regionu
W poszczególnych miejscowościach regionu zamieszkiwała następująca liczba ludności (stan na 1 stycznia 2018):
- Akureyri (Akureyrarkaupstaður) - 18 542 mieszk.,
- Húsavík (Norðurþing) - 2 323 mieszk.,
- Dalvík (Dalvíkurbyggð) - 1 367 mieszk.,
- Siglufjörður (Fjallabyggð) - 1 183 mieszk.,
- Ólafsfjörður (Fjallabyggð) - 791 mieszk.
- Þórshöfn (Langanesbyggð) - 352 mieszk.,
- Svalbarðseyri (Svalbarðsstrandarhreppur) - 337 mieszk.,
- Grenivík (Grýtubakkahreppur) - 297 mieszk.,
- Hrafnagil (Eyjafjarðarsveit) - 257 mieszk.,
- Reykjahlíð (Skútustaðahreppur) - 208 mieszk.,
- Raufarhöfn (Norðurþing) - 186 mieszk.,
- Hrísey (Akureyrarkaupstaður) - 151 mieszk.,
- Kópasker (Norðurþing) - 122 mieszk.,
- Hauganes (Dalvíkurbyggð) - 111 mieszk.,
- Laugar (Þingeyjarsveit) - 109 mieszk.,
- Litli-Árskógssandur (Dalvíkurbyggð) - 102 mieszk.,
- Lónsbakki (Hörgársveit) - 102 mieszk.,
- Brúnahlíð í Eyjafirði (Eyjafjarðarsveit) - 85 mieszk.,
- Bakkafjörður (Langanesbyggð) - 65 mieszk.,
- Grímsey (Akureyrarkaupstaður) - 61 mieszk.,
- Kristnes (Eyjafjarðarsveit) - 52 mieszk.

W pozostałym rozproszonym osadnictwie na terenie gminy zamieszkiwało 3 650 osób.